# 5418 Joyce
5418 Joyce este un asteroid din centura principală de asteroizi.

## Descriere
5418 Joyce este un asteroid din centura principală de asteroizi. A fost descoperit pe 29 august 1981 la Observatorul Kleť de Antonín Mrkos. Asteroidul prezintă o orbită caracterizată de o semiaxă mare de 2,97 ua, o excentricitate de 0,31 și o înclinație de 17,5° în raport cu ecliptica.